# تهديد ديموغرافي
مفهوم التهديد الديموغرافي (أو القنبلة الديموغرافية) هو مصطلح يستعمل في السياسة للدلالة على نمو عدد سكان أقليةٍ اثنيةٍ ما، في بلد ما بشكل كبير قد يغير من الهوية الإثنية لهذا البلد.

## البحرين
احتج آلاف من البحرينيين الشيعة ضد الحكومة البحرينية عندما صارت في سياسة منح الجنسية لمهاجرين سُنة.

## روسيا
تخشى روسيا من هجرة الصينيين إلى أراضيها التي قد تمتد إلى مستوى كبير